# Sebastian Kördel
Sebastian Kördel (Radolfzell am Bodensee, 16 de diciembre de 1990) es un deportista alemán que compite en vela en la clase iQFoil.
Ganó dos medallas en el Campeonato Mundial de IQFoil, en los años 2022 y 2023, y dos medallas de plata en el Campeonato Europeo de IQFoil, en los años 2020 y 2023.

## Palmarés internacional
| \| Campeonato Mundial \| Campeonato Mundial \| Campeonato Mundial \| Campeonato Mundial \| \| Año \| Lugar \| Medalla \| Clase \| \| ------------------ \| ---------------------- \| ------------------ \| ------------------ \| \| 2022 \| Brest (Francia) \| Medalla de oro \| iQFoil \| \| 2023 \| La Haya (Países Bajos) \| Medalla de plata \| iQFoil \| \| Campeonato Europeo \| \| \| \| \| Año \| Lugar \| Medalla \| Clase \| \| 2020 \| Silvaplana (Suiza) \| Medalla de plata \| iQFoil \| \| 2023 \| Patras (Grecia) \| Medalla de plata \| iQFoil \| |                        |                  |        |
| Campeonato Mundial |                        |                  |        |
| Año | Lugar                  | Medalla          | Clase  |
| 2022 | Brest (Francia)        | Medalla de oro   | iQFoil |
| 2023 | La Haya (Países Bajos) | Medalla de plata | iQFoil |
| Campeonato Europeo |                        |                  |        |
| Año | Lugar                  | Medalla          | Clase  |
| 2020 | Silvaplana (Suiza)     | Medalla de plata | iQFoil |
| 2023 | Patras (Grecia)        | Medalla de plata | iQFoil |